# Rue Paul-Delaroche
Pour les articles homonymes, voir Delaroche.
La rue Paul-Delaroche est une voie du 16e arrondissement de Paris, en France.

## Situation et accès
La rue Paul-Delaroche est une voie publique située dans le 16e arrondissement de Paris. Elle débute au 40, rue Vital et se termine au 81, avenue Paul-Doumer, place Possoz.
Elle est longue de 52 mètres et large de 10 mètres.
Le quartier est desservi par la ligne 9 à la station La Muette. On trouve également à proximité la ligne C du RER en gare de Boulainvilliers.

## Origine du nom

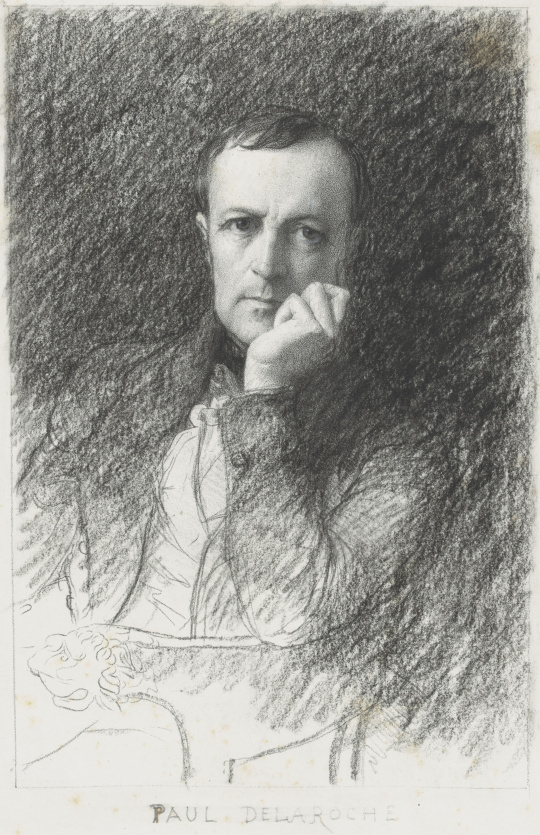
Le peintre Paul Delaroche.

Elle porte le nom d'Hippolyte de la Roche, dit Paul Delaroche (1797-1856), peintre français.

## Historique
Cette voie, de l'ancienne commune de Passy est ouverte en 1854 sous le nom de « rue Saint-Georges ». Elle est créée à la suite du lotissement du parc Guichard, qui a donné son nom à la rue Guichard voisine.
Classée dans la voirie parisienne par le décret du 23 mai 1863, elle prend le nom de « rue Delaroche » par un autre décret du 24 août 1864 avant de prendre sa dénomination actuelle par un arrêté du 31 juillet 1899.

## Bâtiments remarquables et lieux de mémoire
- No 2 : maison d’angle avec pan coupé et façade de style néo-Louis XIII[3].